# Roddy McEachrane
Roderick "Roddy" John McEachrane (ur. 3 lutego 1877 w Inverness, zm. 16 listopada 1952) – szkocki piłkarz występujący na pozycji pomocnika, były gracz Thames Ironworks oraz Woolwich Arsenal.

## Życiorys
W wieku 20 lat McEachrane przeniósł się do Canning Town w Londynie, by podjąć tam pracę w Thames Iron Works i jednocześnie dołączyć do klubu piłkarskiego Thames Ironworks. Wkrótce został ustawiny jako lewy obrońca, który znany był z tego, że trudno było go przejść. W sezonie 1898/99 był podstawowym zawodnikiem drużyny i przyczynił się do jej zwycięstwa w Southern League Division Two. Także w kolejnych dwóch sezonach, w tym także pierwszym pod nazwą West Ham United, był wiodącą postacią zespołu. Jednocześnie jako jeden z pierwszych członków klubu zdecydował się przejść na zawodowstwo i w sumie w barwach Thames Ironworks i West Hamu rozegrał 113 spotkań, w których zdobył 6 bramek.
W maju 1902 McEachrane przeniósł się za południowy brzeg Tamizy, by tam trafić do grającego wówczas w Second Division Woolwich Arsenal. Z czasem dołączyli tam zresztą również dwaj jego koledzy z czasów gry w West Hamie, tj. James Bigden oraz Charlie Satterthwaite. 6 września 1902 roku Szkot zadebiutował w barwach klubu podczas meczu z Preston North End. Wraz z jego przyjściem dla Arsenalu rozpoczął się okres sukcesów – w sezonie 1902/03 zakończył zmagania na trzecim miejscu, zaś w sezonie 1903/04 na trzecim, dzięki czemu awansował do First Division. Sam McEachrane niemalże bez przerwy występował w podstawowym składzie i chociaż drużyna zwykle kończyła walkę w najwyższej klasie rozgrywkowej w środku tabeli, to w sezonach 1905/06 i 1906/07 udało jej się dotrzeć do półfinału Pucharu Anglii.
Przez kolejne cztery sezony Szkot grał w niemal wszystkich meczach, zaś w sezonie 1908/09, w którym Arsenal zajął szóste miejsce, opuścił zaledwie dwa spotkania. Nie mogło to jednak trwać wiecznie i już w 1911 roku, gdy miał 33 lata, stracił miejsce w składzie na rzecz swojego rodaka, Angusa McKinnona. Jako zmiennik McKinnona pozostał w zespole jeszcze przez cztery kolejne lata i to mimo faktu, że ten w sezonie 1912/13 spadł z ligi. Po raz ostatni w barwach pierwszej drużyny Arsenalu wystąpił 22 listopada 1913 roku.
W związku z wybuchem I wojny światowej rozgrywki piłkarskie zostały zawieszone, zaś kariera McEachrane'a w Arsenalu dobiegła końca. W sumie w trakcie jedenastu lat wystąpił w barwach klubu w 346 meczach, nigdy jednak nie udało mu się zdobyć gola. Jednocześnie stał się rekordzistą Arsenalu jako zawodnik z największą liczbą rozegranych spotkań, który nigdy nie sięgnął z drużyną po żaden puchar. Zmarł w 1952 roku w wieku 74 lat.